# Coprolalia
Il termine coprolalia deriva dal greco antico "kopros", che significa "escremento, feci", e "lalein", che significa "balbettare". Si tratta di un'occorrenza simile a un tic che coinvolge vocalizzazioni oscure e socialmente inappropriate non intenzionali. In 10-33% dei casi, può correlarsi con disturbi tic, in particolare con la sindrome di Tourette (nota anche come sindrome di Gilles de la Tourette). Si stima che la sindrome di Gilles de la Tourette si verifichi in circa l'1% della popolazione mondiale, nell'intervallo tra lo 0,4% e il 3,8%.
La coprolalia si verifica anche nei pazienti con lesioni cerebrali, senilità e in quelli con disturbi neurodegenerativi e autoimmuni. Può anche comparire in associazione con disturbi convulsivi, nello stato ictale o post-ictale. Esistono anche altri comportamenti vocali di tic come la palilalia (ripetizione involontaria di parole o frasi), l'ecolalia (ripetizione delle parole pronunciate da un'altra persona in forma priva di significato) e la klazomania (grido compulsivo) che possono anche essere associati alla coprolalia. La coprolalia è il più comune dei coprofenomeni, che includono la coproprassia (l'impulso di compiere gesti osceni senza controllo), la coprolalia mentale (oscenità pensata ossessivamente) e la coprografia (l'impulso di scrivere quelle espressioni o oscenità).

## Clinica

### Epidemiologia
La prevalenza della coprolalia non è chiara e varia da numeri molto bassi a numeri molto elevati in diverse serie di casi, ma è difficile determinare percentuali precise. La maggior parte degli studi ha dimostrato un rapporto maschi-femmine più elevato. Lo stesso rapporto maschi-femmine più elevato è presente anche nei pazienti con la sindrome di Tourette, il cui segno patognomonico è la coprolalia. In Giappone, il numero di casi segnalati nei centri universitari di terzo livello varia dal 27% al 39% rispetto alle pratiche di cure primarie, la cui prevalenza si avvicina a circa l'8%.
Per quanto riguarda i tic, di cui la coprolalia fa parte, iniziano a manifestarsi tra i 4 e i 6 anni e aumentano in gravità avvicinandosi alla preadolescenza. Le frequenze sono anche più alte tra i caucasici rispetto agli ispanici e agli afroamericani.

### Eziologia
La base neuroanatomica funzionale della coprolalia non è chiara. Tra le diverse ipotesi per spiegarla, c'è la convinzione che il circuito limbico potrebbe svolgere un ruolo importante nella fisiopatologia dei comportamenti coprolalici. Sono state formulate altre ipotesi per spiegare la fisiopatologia della sindrome di Tourette e descrivere lo sviluppo dei tic (sia motori, sia fonatori) e della coprolalia. Una teoria sostiene che le regioni cerebrali coinvolte nella sindrome di Tourette, ovvero il sistema limbico e i gangli della base, siano equivalenti a quelle delle regioni coinvolte nel comportamento riproduttivo o nel controllo sessuale negli animali primitivi. Pertanto, i tic e la coprolalia potrebbero derivare da un disfunzionamento in queste regioni e manifestarsi come frammenti primitivi vocali e motori. Un'altra ipotesi suggerisce che la coprolalia faccia parte dello spettro del disturbo ossessivo-compulsivo, che risulta da un fallimento dell'inibire una parte del percorso cortico-striato-talamo-corticale (che compone i gangli della base).

### Valutazione clinica
La valutazione del paziente avviene attraverso un'intervista con una dettagliata anamnesi clinica e una valutazione dei tipi di disturbi tic. L'emissione non controllabile può diventare evidente durante l'intervista.
Per la diagnosi della sindrome di Tourette, devono soddisfare i criteri del DSM-5, che sono:
- avere più tic motori e tic vocali (non possono verificarsi contemporaneamente);[9]
- i tic devono essere presenti per almeno un anno, più volte al giorno e quasi tutti i giorni;[9]
- i tic sono iniziati prima dei 18 anni;[9]
- i sintomi non sono dovuti a farmaci o ad altre condizioni mediche.[9]

### Trattamento
In generale, la decisione di trattare i tic o la coprolalia dipende dal livello di compromissione e dal disagio che può causare al bambino e richiede la collaborazione della famiglia. Dopo aver fornito informazioni sulla condizione, talvolta la decisione può essere quella di monitorare clinicamente senza la necessità di un intervento attivo, che può essere non farmacologico o farmacologico.

#### Terapia non farmacologica
La terapia comportamentale ha dimostrato successo nell'aiutare il paziente a gestire i comportamenti compulsivi ed è ritenuta utile per i pazienti con coprolalia.
Il trattamento con il supporto empirico più solido è la terapia d'inversione dell'abitudine, nella quale il paziente può imparare a riconoscere i segnali dell'arrivo dell'impulso, diventandone consapevole, oltre a sviluppare una risposta a essi o ai tic. Altri trattamenti comportamentali, che si sono dimostrati efficaci in studi clinici, includono l'intervento comportamentale completo per i tic e la prevenzione dell'esposizione e della risposta.

#### Terapia farmacologica
Il trattamento farmacologico della coprolalia di per sé è raramente affrontato direttamente in letteratura. Quasi sempre si trova associato al trattamento dei tic sia motori, sia fonatori del disturbo ossessivo-compulsivo, dell'impulsività e di altre condizioni, compresa la sindrome di Tourette.
- Il pimozide è stato trovato efficace in una serie di 34 pazienti, di cui il 50% aveva la coprolalia, diminuendone i sintomi del 90% dopo un anno di trattamento, ma la coprolalia non è stata trattata direttamente.[5]
- L'haloperidolo è stato trovato utile a migliorare i sintomi del 79% quando si parla della frequenza dei tic, ma non è specifico per la coprolalia.[2]
- In entrambi questi farmaci, gli effetti collaterali (ad esempio, sintomi extrapiramidali) ne hanno limitato l'uso come trattamento di prima linea.[2]
- Clonidina e clomipramina sono stati trovati validi a influenzare i sintomi comportamentali, ma ancora una volta senza menzionare specificamente la coprolalia.[5][11]
- Il risperidone e, più recentemente, l'aripiprazolo, sono spesso scelti prima di altri agenti a causa di un profilo più sicuro e di minori effetti collaterali. Sono stati approvati dalla Food and Drug Administration per il trattamento dei tic.[12]
- Nei casi di comorbilità con disturbo ossessivo-compulsivo, ansia o disturbi depressivi, sembra che i bambini con tic possano trarre beneficio dagli inibitori selettivi del reuptake della serotonina (SSRI).[7]
- Sono stati fatti tentativi con iniezioni di tossina botulinica nelle corde vocali, ma i benefici rimangono poco chiari.[13]

### Diagnosi differenziale
La coprolalia è più spesso associata ai tic, in particolare alla sindrome di Tourette, per cui s'incoraggia il professionista sanitario a identificare l'esistenza o l'assenza di un tic sottostante.
Altre condizioni che meritano di essere prese in considerazione nella diagnosi differenziale sono la corea di Sydenham e l'emiballismo. Entrambe potrebbero coinvolgere la coprolalia, ma i tic motori e i movimenti balistici/coreiformi sono abbastanza chiari. È stato osservato che le crisi epilettiche possono causare coprolalia. La coprolalia ictale è associata all'epilessia temporale o orbitofrontale. Le sindromi da spavento sono più comuni nelle donne, spesso secondarie a traumi, e consistono in mioclono da spavento associato a ecolalia, coprolalia, spesso pronunciando parole a sfondo sessuale. Possono imitare le persone intorno a loro o cose che vedono/sentono, oltre a obbedienza automatica. Un'altra manifestazione è la klazomania, nota anche come grido compulsivo.

### Prognosi
I sintomi della coprolalia aumentano e diminuiscono nel tempo e senza una particolare ragione evidente. Una relazione con lo stress, sia emotivo, sia fisico, la stanchezza, la caffeina, l'eccitazione, alcuni farmaci e i cambiamenti ormonali possono essere associati all'aggravarsi o al peggioramento della coprolalia e dei tic. Al contrario, il rilassamento attenua i sintomi.
Una piccola percentuale di pazienti avrà sintomi che si sviluppano in età adulta con una maggiore gravità.